# Campionato europeo femminile di pallacanestro 1960
Il 7º Campionato Europeo Femminile di Pallacanestro FIBA si è svolto a Sofia, in Bulgaria dal 3 al 11 giugno 1960.

## Risultati

### Turno preliminare

#### Gruppo A
| Team                | V - P | Pts | PF - PS   | +/-  |
| ------------------- | ----- | --- | --------- | ---- |
| 1. Unione Sovietica | 4 - 0 | 8   | 304 - 151 | +153 |
| 2. Jugoslavia       | 3 - 1 | 7   | 207 - 213 | -6   |
| 3. Romania          | 2 - 2 | 6   | 189 - 203 | -14  |
| 4. Ungheria         | 1 - 3 | 5   | 181 - 229 | -48  |
| 5. Belgio           | 0 - 4 | 4   | 162 - 247 | -85  |

| Sofia 3 giugno 1960, ore 16:00 UTC+1 | Romania | 55 – 46 (27-18) | Ungheria |  |

| Sofia 3 giugno 1960, ore 17:00 UTC+1 | Unione Sovietica | 78 – 35 (29-18) | Jugoslavia |  |

| Sofia 4 giugno 1960, ore 20:15 UTC+1 | Jugoslavia | 56 – 50 (32-26) | Ungheria |  |

| Sofia 4 giugno 1960, ore 17:45 UTC+1 | Unione Sovietica | 89 – 44 (43-18) | Belgio |  |

| Sofia 5 giugno 1960, ore 16:30 UTC+1 | Ungheria | 53 – 41 (28-16) | Belgio |  |

| Sofia 5 giugno 1960, ore 20:15 UTC+1 | Jugoslavia | 59 – 46 (27-22) | Romania |  |

| Sofia 6 giugno 1960, ore 18:30 UTC+1 | Belgio | 38 – 48 (23-19) | Romania |  |

| Sofia 6 giugno 1960, ore 19:45 UTC+1 | Belgio | 39 – 57 (20-21) | Jugoslavia |  |

| Sofia 7 giugno 1960, ore 16:30 UTC+1 | Unione Sovietica | 66 – 41 (34-17) | Francia |  |

| Sofia 7 giugno 1960, ore 17:45 UTC+1 | Romania | 40 – 60 (18-30) | Unione Sovietica |  |

#### Gruppo B
| Team              | V - P | Pts | PF - PS   | +/-  |
| ----------------- | ----- | --- | --------- | ---- |
| 1. Bulgaria       | 4 - 0 | 8   | 261 - 170 | +91  |
| 2. Cecoslovacchia | 3 - 1 | 7   | 262 - 186 | +76  |
| 3. Polonia        | 2 - 2 | 6   | 200 - 211 | -11  |
| 4. Italia         | 1 - 3 | 5   | 178 - 219 | -31  |
| 5. Paesi Bassi    | 0 - 4 | 4   | 161 - 276 | −115 |

| Sofia 3 giugno 1960, ore 19:30 UTC+1 | Bulgaria | 87 – 39 (53-19) | Paesi Bassi |  |

| Sofia 3 giugno 1960, ore 20:30 UTC+1 | Cecoslovacchia | 64 – 49 (19-33) | Polonia |  |

| Sofia 4 giugno 1960, ore 16:30 UTC+1 | Paesi Bassi | 36 – 55 (15-28) | Polonia |  |

| Sofia 4 giugno 1960, ore 19:00 UTC+1 | Italia | 40 – 71 (21-35) | Cecoslovacchia |  |

| Sofia 5 giugno 1960, ore 17:45 UTC+1 | Paesi Bassi | 42 – 58 (22-27) | Italia |  |

| Sofia 5 giugno 1960, ore 19:00 UTC+1 | Bulgaria | 66 – 45 (31-22) | Polonia |  |

| Sofia 6 giugno 1960, ore 16:00 UTC+1 | Paesi Bassi | 44 – 76 (29-37) | Cecoslovacchia |  |

| Sofia 6 giugno 1960, ore 17:15 UTC+1 | Bulgaria | 55 – 35 (32-12) | Italia |  |

| Sofia 7 giugno 1960, ore 19:00 UTC+1 | Bulgaria | 53 – 51 (22-22) | Cecoslovacchia |  |

| Sofia 7 giugno 1960, ore 20:15 UTC+1 | Polonia | 51 – 45 (26-16) | Italia |  |

### Classificazione 7º-10º posto
| Team           | V - P | Pts | PF - PS   | +/- |
| -------------- | ----- | --- | --------- | --- |
| 1. Italia      | 3 - 0 | 6   | 163 - 134 | +29 |
| 2. Paesi Bassi | 2 - 1 | 5   | 143 - 140 | +3  |
| 3. Ungheria    | 1 - 2 | 4   | 146 - 145 | +1  |
| 4. Belgio      | 0 - 3 | 3   | 122 - 155 | −33 |

| Sofia 5 giugno 1960, ore 17:45 UTC+1 | Paesi Bassi | 42 – 58 (22-27) | Italia |  |

| Sofia 5 giugno 1960, ore 16:30 UTC+1 | Ungheria | 53 – 41 (28-16) | Belgio |  |

| Sofia 9 giugno 1960, ore 8:30 UTC+1 | Italia | 49 – 37 (16-26) | Belgio |  |

| Sofia 9 giugno 1960, ore 9:45 UTC+1 | Paesi Bassi | 48 – 38 (24-21) | Ungheria |  |

| Sofia 10 giugno 1960, ore 8:30 UTC+1 | Paesi Bassi | 53 – 44 (28-27) | Belgio |  |

| Sofia 11 giugno 1960, ore 8:30 UTC+1 | Italia | 56 – 55 (28-31) | Ungheria |  |

### Classificazione 1º-6º posto
| Team                | V - P | Pts | PF - PS   | +/-  |
| ------------------- | ----- | --- | --------- | ---- |
| 1. Unione Sovietica | 5 - 0 | 10  | 319 - 207 | +112 |
| 2. Bulgaria         | 4 - 1 | 9   | 288 - 244 | +44  |
| 3. Cecoslovacchia   | 3 - 2 | 8   | 319 - 246 | +73  |
| 4. Polonia          | 2 - 3 | 7   | 222 - 291 | −69  |
| 5. Jugoslavia       | 1 - 4 | 6   | 231 - 297 | -66  |
| 6. Romania          | 0 - 5 | 5   | 221 - 315 | −96  |

| Sofia 3 giugno 1960, ore 17:00 UTC+1 | Unione Sovietica | 78 – 35 (29-18) | Jugoslavia |  |

| Sofia 3 giugno 1960, ore 20:30 UTC+1 | Cecoslovacchia | 64 – 49 (19-33) | Polonia |  |

| Sofia 5 giugno 1960, ore 19:00 UTC+1 | Bulgaria | 66 – 45 (31-22) | Polonia |  |

| Sofia 5 giugno 1960, ore 20:15 UTC+1 | Jugoslavia | 59 – 46 (27-22) | Romania |  |

| Sofia 7 giugno 1960, ore 17:45 UTC+1 | Romania | 40 – 60 (18-30) | Unione Sovietica |  |

| Sofia 7 giugno 1960, ore 19:00 UTC+1 | Bulgaria | 53 – 51 (22-22) | Cecoslovacchia |  |

| Sofia 9 giugno 1960, ore 17:00 UTC+1 | Polonia | 50 – 45 (28-24) | Romania |  |

| Sofia 9 giugno 1960, ore 19:30 UTC+1 | Unione Sovietica | 58 – 56 (30-28) | Cecoslovacchia |  |

| Sofia 10 giugno 1960, ore 17:00 UTC+1 | Bulgaria | 72 – 51 (35-21) | Romania |  |

| Sofia 10 giugno 1960, ore 18:15 UTC+1 | Unione Sovietica | 71 – 26 (36-10) | Polonia |  |

| Sofia 10 giugno 1960, ore 19:30 UTC+1 | Cecoslovacchia | 74 – 47 (35-28) | Jugoslavia |  |

| Sofia 11 giugno 1960, ore 16:00 UTC+1 | Cecoslovacchia | 74 – 39 (44-16) | Romania |  |

| Sofia 11 giugno 1960, ore 17:15 UTC+1 | Polonia | 52 – 45 (24-28) | Jugoslavia |  |

| Sofia 11 giugno 1960, ore 18:30 UTC+1 | Unione Sovietica | 52 – 50 (13-22) | Bulgaria |  |

## Classifica finale
| Campione d'Europa | Campione d'Europa | Campione d'Europa |
| --- | ----------------- | --- |
| Unione Sovietica3 Poznanskaja, 4 Smildziņa, 5 Kostikova, 6 Otsa, 7 Nikitina, 8 Michajlova, 9 Dronova, 10 Daktaraitė, 11 Bitnere, 12 Erëmina, 13 Stepina, 14 Jedeleva, All. Stepas Butautas |                   | |
| Argento | Bulgaria          | Bulgaria3 Todorova, 4 Čalăškanova, 5 Damjanova, 6 Borisova, 7 Gospodinova, 8 Rangelova, 9 Manikova, 10 Džambazova, 12 Gyoševa, 13 Penčeva, 14 Popova, 15 Kafalieva, All. Dimităr Mitev            |
| Bronzo | Cecoslovacchia    | Cecoslovacchia3 Blahoutová, 4 Haluzická, 5 Mázlová, 6 Koukalová, 7 Šourková, 8 Trojková, 9 D. Hubálková, 10 Tyrolová, 11 Jošková, 12 Záchvějová, 13 Grubrová, 14 S. Hubálková, All. Ján Hluchý    |
| 4. | Polonia           | Polonia3 Smorawińska, 4 Twardosz, 5 Rospondek, 6 Szydłowska, 7 Wężyk, 8 Chłodzińska, 9 Szostak, 10 Miguła, 11 Kaczmarek, 12 Kapałczyńska, 13 Pabjańczyk, 14 Sikorzyńska, All. Florian Grzechowiak |
| 5. | Jugoslavia        | Jugoslavia3 Radenković, 4 Kalušević, 5 Baraga, 6 Radovanović, 7 Ferenci, 8 Martinović, 9 Meglaj, 10 Prelević, 12 Pešić, 14 Mrak, 15 Štrmelj, All. Borivoje Cenić                                  |
| 6. | Romania           | Romania3 Kraus, 4 Magdin, 5 Simionescu, 6 Eckert, 7 Antonescu, 8 Simon, 9 Ivanovici, 10 Haralambie, 11 Romfeld, 13 Firimide, 14 Marian, 15 Orgobici, All. Sigismund Ferencz                       |
| 7. | Italia            | Italia3 Grisotto, 4 Gentilin, 5 Ronchetti, 6 Geroni, 7 Sesto, 8 Cirio, 9 Pausich, 10 Persi, 11 Tarabocchia, 12 Vendrame, 13 Mapelli, 14 Gelmetti, All. Giancarlo Primo                            |
| 8. | Paesi Bassi       | Paesi Bassi3 van Es, 4 van Beek, 5 van der Heyden, 6 Vesseur, 7 de Groot, 8 Knoop, 10 Duijf, 11 van der Werf, 12 Brouwer, 13 van der Velde, 15 van Wijk, 16 Biesbroek, All. Jan Burgert           |
| 9. | Ungheria          | Ungheria3 Bereck, 4 Kocsor, 5 Schneider, 6 Kovács, 7 Balogh, 8 Mogyorósi, 9 Noficzer, 10 Lick, 11 I. Kaló, 12 M. Kaló, 13 Babócsay, 14 Márkus, All. Tibor Lehóczki                                |
| 10. | Belgio            | Belgio3 Van Geert, 4 Mertens, 5 De Rijck, 6 Vanderheyden, 7 Haeyen, 8 Blancke, 9 Van Vlasselaer, 10 De Wandeleer, 11 Vandervecken, 12 Stals, 13 Sey, 14 Coppieters, All. -                        |